# Anatole France (metropolitana di Parigi)
Anatole France è una stazione della metropolitana di Parigi sulla linea 3, sita nel comune di Levallois-Perret.

## La stazione
La stazione deve il suo nome a Jacques Anatole François Thibault, detto Anatole France (1844-1924), scrittore francese, Accademico di Francia e Premio Nobel per la letteratura nel 1921.

## Interconnessioni
- Bus RATP - 174
- Noctilien - N16, N52